# Гешер (партия, 1996)
Ге́шер (ивр. גֶּשֶׁר‎, в переводе с ивр. — «Мост»), полное официальное название — Национальное общественное движение Гешер (ивр. גשר – תנועה חברתית לאומית‎, Ге́шер — Тнуа́ Хеврати́т Леуми́т) — правоцентристская политическая партия в Израиле, активная в 1996—2003 годах. Создана Давидом Леви в результате раскола израильской правоцентристской партии Ликуд. «Гешер» помогла сформировать коалиционные правительства сначала Ликуду, а затем левоцентристской партии Авода, но так и не добилась значительной власти. После того как в 2003 году Давид Леви вернулся Ликуд, чтобы баллотироваться в Кнессет XVI созыва партия пришла в упадок и в конечном итоге была распущена. В 2019 году дочь Давида Леви, депутат Орли Леви-Абекасис, создала партию под названием Гешер, которая во многом придерживается тех же политических взглядов, что и партия её отца.

## История

### Основание
Партия «Гешер» была основана Давидом Леви 11 марта 1996 года во время Кнессета тринадцатого созыва, после того как Леви проиграл выборы лидеру партии Биньямину Нетаньяху.
Леви отказался принять Нетаньяху на пост нового председателя «Ликуда». Управленческая тактика Нетаньяху возмутила многих сторонников партии, в то время как его правая риторика завоевала доверие Ариэля Шарона, Бени Бегина и других членов партии, придерживающихся жёсткой линии. Леви понимал, что если его оппонент его запугает, его сторонники либо присоединятся к лагерю Нетаньяху, чтобы противостоять новым соглашениям Осло, либо поддержат кандидата левого политического лагеря. Он также знал, что Нетаньяху не захочет отдать ему одно из четырёх главных министерств, если «Ликуд» вернётся к власти после катастрофического срока Леви на посту министра иностранных дел.
Леви считал, что сможет спровоцировать массовый отток депутатов Кнессета из «Ликуда», надеясь, что ведущие члены Центрального комитета партии запаникуют, что фактически приведёт к свержению Нетаньяху. Однако только Давид Маген порвал с «Ликудом». Хотя пресса называла многих членов «Гешер» «лакеями» Давида Леви, «Маген» проявил себя довольно независимо и позднее, в 1998 году, порвал с Леви, присоединившись к Партии Центра (тогда известной как «Израиль в центре»).

### Союз с «Ликудом»
«Гешер» так и не достиг того потенциала, который предсказывал Леви. Недостатками новой партии были постоянное внимание прессы к соглашениям в Осло, террористические атаки, слухи о переговорах о будущем Голанских высот и низкий приоритет экономических и трудовых вопросов в СМИ. Тем временем, кампания Нетаньяху по свержению тогдашнего премьер-министра Ицхака Рабина способствовала оживлению «Ликуда» и привлечению новых членов. Леви был вынужден противостоять жёсткой риторике Нетаньяху, тем самым выдавая себя за союзника Рабина, хотя он продолжал отстаивать собственные предложения. Открытое вступление в партию Рабина или хотя бы в коалицию с ней в то время было всё ещё неприемлемо для многих марокканцев и других мизрахим, составлявших основу электората «Гешер» и которые испытывали неприязнь к предшественнику «Аводы» — партии МАПАЙ.
Зимой 1995 года Леви начал сдавать позиции в ходе своей первой предвыборной кампании вне «Ликуда». Нетаньяху отчаянно пытался улучшить свой имидж после убийства Рабина правым радикалом 5 ноября 1995 года. Союз с «Гешер» приблизил бы его к этой цели, не вынуждая при этом занимать чёткую позицию по соглашениям «Осло». Нетаньяху также пытался привлечь на свою сторону и правых, как умеренных в лице Ицхака Мордехая, так и жёстких правых из партии «Цомет» («Перекрёсток») Рафаэля Эйтана.
Всю весну Нетаньяху и Леви вели переговоры, результатом которых стала трёхпартийная коалиция «Ликуд—Гешер—Цомет», достаточно сильная, чтобы бросить вызов «Аводе» на выборах в мае 1996 года. Хотя выборы стали огромным успехом для Нетаньяху, они мало что дали «Гешер». Мордехай стал вторым по влиянию человеком в «Ликуде», и правый характер правительства был очевиден с самого начала. Леви требовал и получил пост министра иностранных дел, но был отодвинут в тень Нетаньяху, который контролировал практически все важные решения по внешней политике в течение своего срока. Давид Маген получил пост заместителя министра финансов при Ювале Неэмане.
Премьерство Нетаньяху стало бурным периодом для Леви и других партнёров по коалиции. Дело Бар-Она, попытка повлиять на ход расследования в отношении лидера партии ШАС Арье Дери, создало напряжённость внутри коалиции, как и неясная политика Нетаньяху в отношении мирных переговоров. Экономическая политика Неэмана нанесла ущерб имиджу «Ликуда» в глазах рабочего класса, поскольку безработица росла, а экономический рост замедлялся, несмотря на снижение числа террористических атак и принятие программы дерегулирования.
6 января 1998 года Леви вышел из коалиции вместе с ещё двумя депутатами, своим братом Максимом Леви и Йехудой Ланкри. После этого началось сближение «Гешер» и Давида Леви с партией «Авода» и лидером оппозиции Эхудом Бараком. Отсутствие прогресса в переговорах о мире ослабило «Ликуд», некоторые члены партии воссоздали правую партию «Херут», а другие сформировали партию «Израиль в центре», став конкурентами «Гешер» в привлечении голосов умеренных избирателей.

### Союз с «Аводой»
В 1999 году вотум недоверия в Кнессете вынудил Нетаньяху назначить досрочные выборы на май. Леви ещё не смог развить уличную привлекательность «Гешера» и у него осталось четыре варианта:
- Союз с Нетаньяху, увеличив влияние в небольшой коалиции и одновременно позиционируя себя как кандидата на праймериз после выборов в случае поражения Нетаньяху.
- Союз с Бараком и «Аводой» в обмен на министерский пост.
- Союз с Мордехаем, чья центристская платформа была схожа с платформой Леви, чтобы совместно переманить избирателей более крупных партий.
- Выступать самостоятельно, стремясь получить достаточно мест для влияния на правительство меньшинства, независимо от того, какая из сторон победит.

В результате Леви решил объединиться с «Аводой», поскольку предвыборные опросы показали резкое падение поддержки Нетаньяху. К тому времени фракция «Ликуда» в Кнессете сократилась с 32 человек до всего лишь 20 из-за ухода Мордехая, Леви, Бегина и их сторонников. «Гешер», «Авода» и «Меймад» сформировали коалицию «Единый Израиль», где Леви стал одним из руководителей. Это вызвало гнев многих бывших сторонников, которые сочли это величайшей изменой как своим сторонникам из числа мизрахим, так и «Ликуду».
Выборы 1999 года звершились победой коалиции «Единый Израиль». При этом, хотя Барак получил 56 % прямых голосов на выборах премьер-министра, парламентские выборы «Единый Израиль» выиграл получив всего 26 мест — рекордно низкий показатель для партии-победителя. Зато «Ликуд» Нетаньяху потерпел крупное поражение, получив всего 19 мест, что привело к его отставке из Кнессета.
Леви стал министром иностранных дел, но Барак продолжил политику Нетаньяху по управлению МИД, и Леви стал лишь пассивным партнёром.
«Гешер» вышел из коалиции в апреле 2000 года, как в ответ на отчаянные попытки Барака продвинуть мирные переговоры, так и в знак протеста против объявленного плана вывода израильских войск из Ливана.

### Независимость и администрация Шарона
Леви был первым министром в правительстве Барака, ушедшим в отставку. Он реформировал «Гешер» вместе с Максимом Леви и Мордехаем Мишани. Как и Нетаньяху, Барак не смог сохранить коалиционное правительство; левая партия «Мерец» вышла из коалиции в конце июня того же года, а МАФДАЛ, ШАС и «Исраэль ба-Алия» — всего две недели спустя. Популярность Барака резко упала после начала Второй интифады в сентябре 2000 года, и в ноябре он ушёл в отставку, что привело к проведению прямых выборов премьер-министра с участием Барака и лидером оппозиции Ариэлем Шароном из «Ликуда».
Выборы премьер-министра в феврале 2001 года стали убедительной победой Шарона, в новом правительстве которого партия «Гешер» не участвовала. В феврале 2002 года блок «Ам Эхад» («Единый народ») вышел из коалиции, а в марте её покинул блок религиозных сионистов и светских националистов «Национальное единство — Наш дом Израиль». Это позволило партии «Гешер» войти в коалицию в апреле, а Леви был назначен министром без портфеля. В ноябре «Единый Израиль» вышел из коалиции, чтобы добиться проведения досрочных выборов в январе 2003 года.

### Роспуск
С отменой прямых выборов премьер-министра «Ликуд» наконец-то обрёл внутреннюю стабильность, в то время как сектантские партии начали распадаться. Леви ничего не выиграл от участия в выборах в составе «Гешер» и покинул партию, чтобы вернуться в «Ликуд», что вызвало споры среди членов «Гешер». Эсти Шираз, тогдашний директор партии по связям с общественностью, была избрана новым лидером «Гешер» перед выборами в Кнессет 16-го созыва. Леви и его сторонник, депутат Кнессета Моти Мишани, неожиданно подали иск в Тель-Авивский окружной суд, чтобы помешать Шираз продолжать деятельность партии, и попросили суд распустить партию, так как общее собрание «Гешер» приняло решение прекратить деятельность партии и не участвовать в выборах в Кнессет 16-го созыва.
Давид Леви был избран депутатом Кнессета 16-го созыва, но не получил места в списке «Ликуда» на выборах в Кнессет 17-го созыва и впоследствии ушёл из политики. Шираз переехала в США в 2003 году, в то время как группа членов партии продолжала судебные разбирательства. В 2007 году Верховный суд Израиля оставил в силе решение о роспуске «Гешер» и партия окончательно прекратила своё существование.

## Участие в выборах
| Выборы | Лидер      | Голоса                           | %                                | Места          | +/-            | Статус                |
| ------ | ---------- | -------------------------------- | -------------------------------- | -------------- | -------------- | --------------------- |
| 1996   | Давид Леви | Вместе с Ликудом и Цомет         | Вместе с Ликудом и Цомет         | 5 из 120       | новая          | Коалиция              |
| 1999   | Давид Леви | Как часть блока «Единый Израиль» | Как часть блока «Единый Израиль» | 2 из 120       | ▼ 3            | Коалиция (1999—2000)  |
| 1999   | Давид Леви | Как часть блока «Единый Израиль» | Как часть блока «Единый Израиль» | 2 из 120       | ▼ 3            | Оппозиция (2000—2001) |
| 1999   | Давид Леви | Как часть блока «Единый Израиль» | Как часть блока «Единый Израиль» | 2 из 120       | ▼ 3            | Коалиция (2001—2003)  |
| 2003   | Эсти Шираз | Не участвовали                   | Не участвовали                   | Не участвовали | Не участвовали | Вне парламента        |